# فلسطينيو كندا
فلسطينيو كندا (بالإنجليزية: Palestinian Canadians)‏ هم كنديون من أصول فلسطينية، والذين ولدوا في كندا أو هاجروا إليها. وهم جزء من عرقية العرب المغتربون في كندا. وفقًا لتعداد 2011، بلغ عدد الذي ينحدرون من أصل فلسطيني حوالي 31,245 كنديًا.

## فلسطينيون كنديون بارزون
- نصري عطوي.
- ربا ندا.
- أحمد بلشي.
- موسى كمال، عالم هندسة كيميائية.